# Escuela nacional de policía de París
La Escuela nacional de policía de París (en francés École nationale de Police de Paris) es una escuela nacional de la Policía francesa. Sus instalaciones se ubican al Sureste del Bosque de Vincennes (Villa de París) en la orilla este del lago de Gravelle. 48°49′8″N 2°27′15″E / 48.81889, 2.45417
Está dedicada a la formación de los futuros guardianes de la paz (del francés: gardien de la paix) y además posee una sección de  cadetes de la República  (del francés: Cadet de la République). Estas  infraestructuras están gestionadas y son propiedad de la Prefectura de Policía.
La Escuela Nacional de Policía de París desde 1968 también alberga el centro de detención de inmigrantes de París-Vincennes.
El edificio principal es conocido como Redoute de Gravelle, que fue construido entre 1840 y 1845 y formaba parte de las defensas de París del muro de Thiers. Se espera el cierre de estas instalaciones y su traslado a otro emplazamiento pronto.